# Huxleya inifolia
Huxleya inifolia là một loài thực vật có hoa trong họ Hoa môi. Loài này được Ewart & B.Rees mô tả khoa học đầu tiên năm 1912.